# 高田寛
高田 寛（たかだ ひろし、1953年 - ）は、日本の法学者。元明治学院大学法学部教授。企業法学会理事。国際取引法学会理事・副会長。一般社団法人GBL研究所理事。国際商事法研究所(IBL)監事。特種情報処理技術者。専門は、国際取引法、国際企業法務、ITビジネス関連法、法情報学。

## 経歴
静岡県藤枝市出身。静岡大学工学部情報工学科を卒業後、1980年に静岡大学大学院工学研究科情報工学専攻修了（工学修士）し、技術系職員として静岡放送に入社した。1982年に静岡放送を退社し、1983年から1985年までプロスペラ学院外国語専門学校講師となった。1985年に日本ディジタル・イクイップメントに転じ、次いで1998年にコンパック・コンピュータ、さらに2002年に日本ヒューレット・パッカードへ移った。
2004年に筑波大学大学院ビジネス科学研究科企業法学専攻博士前期修了（修士（法学））。2007年に日本ヒューレット・パッカードを退社した。その後、ビーコンインフォメーションテクノロジーへ移り、2013年、フロリダ・コスタル・スクール・オブ・ロー (Florida Coastal School of Law) 修了（LL.M）。
2013年、富山大学経済学部経営法学科教授。2016年、学科長。2017年から明治学院大学法学部教授。2022年3月定年退職。
趣味は、剣道、ピアノ、マジック、絵画。

## 主な著書
- （N.プレマナンダンとの共著）新世代の法律情報システム－インターネット・リーガル・リサーチ、文眞堂、2006
- Web2.0インターネット法－新時代の法規制、文眞堂、2007
- （小林成光、高橋均、伏見和史、本山雅弘との共著）やさしい法律情報の調べ方・引用の仕方、文眞堂、2010
- （富澤敏勝、伏見和史との共著）Q&A「国際取引のリスク管理」ハンドブック（改訂版）、セルバ出版、2014
- （井原宏、河村寛治、阿部博友、飯田浩司、上杉めぐみ、河西潔、杉江武、徳本穣、林大介、宮田正樹との共著）現代企業法務1、大学教育出版、2014
- （大塚章男、高橋均、中村宏明、勝田悟、井上弘樹、平野嘉秋、勝見大八との共著）企業責任と法－企業の社会的責任と法の役割・在り方－、文眞堂、2015
- アメリカ契約法入門、文眞堂、2018
- グローバル企業法講義、文眞堂、2019